# Петухов, Борис Сергеевич
Борис Сергеевич Петухов (22 июля [4 августа] 1912, Новозыбков, Черниговская губерния, Российская империя — 27 декабря 1984, Москва, СССР) — доктор технических наук, член-корреспондент АН СССР, советский физик, один из основателей российской теплофизической школы, видный советский специалист в области теплообмена. Под его руководством созданы научные коллективы в Институте высоких температур АН СССР и Московском энергетическом институте. Б. С. Петухов является одним из создателей теплофизической специальности в высшей школе.

## Биография
Б. С. Петухов родился 4 августа (по новому стилю) 1912 года в Новозыбкове Черниговской губернии (ныне Брянской области) в семье ремесленника. Окончил Саранский энергетический техникум, а затем Куйбышевский индустриальный институт. Работал в институте до 1938 года, затем поступил в аспирантуру Московского энергетического института. В 1941 году он защитил кандидатскую диссертацию, был командирован на Безымянскую ТЭЦ. Во время Великой Отечественной войны работал инженером специальной проектно-конструкторской группы в Куйбышевском облпроекте.
В 1943 году Б. С. Петухов вернулся в МЭИ и работал над рядом научных тем, связанных с теплообменом и различными характеристиками теплоносителей. Занимался преподавательской деятельностью, вёл курсы лекций на кафедре инженерной теплофизики, участвовал в разработке методик подготовки специалистов по курсу «Теплофизика», формировании лабораторных и теоретических учебных программ. В 1956 году Б. С. Петухов защитил докторскую диссертацию, в 1957 году ему было присвоено звание профессора.
В 1966 году Б. С. Петухов возглавил отдел теплообмена в Институте высоких температур АН СССР. В 1976 году был избран членом-корреспондентом АН СССР.
Б. С. Петухов являлся председателем секции теплообмена Научного Совета АН СССР по проблеме «Теплофизика», зам.председателя Национального Комитета по тепломассообмену, зам. главного редактора журнала «Теплофизика высоких температур». Б. С. Петухов награждён орденами Октябрьской Революции, Трудового Красного Знамени, «Знак Почета» и медалями.
В 1985 году, посмертно, Б. С. Петухов стал Лауреатом Государственной премии СССР.
Похоронен на Введенском кладбище (23 уч.).

## Научные достижения
Научное наследие Б. С. Петухова — это исследования процессов конвективного теплообмена в потоках жидкостей и газа при высоких тепловых нагрузках, переменных физических свойствах теплоносителя, наличии химических реакций и околокритических параметрах вещества. Научной группой Б. С. Петухова были выполнены исследования теплообмена в жидких металлах, а также взаимодействие потока жидкого металла с электромагнитным полем.
Б. С. Петухов начал работы в области исследования теплообмена при воздействии поля силы тяжести на турбулентные пристенные течения, радиационно-кондуктивный теплообмен, процессы кипения в потоках гелия.